# Dispute de la frontière de l'Alaska

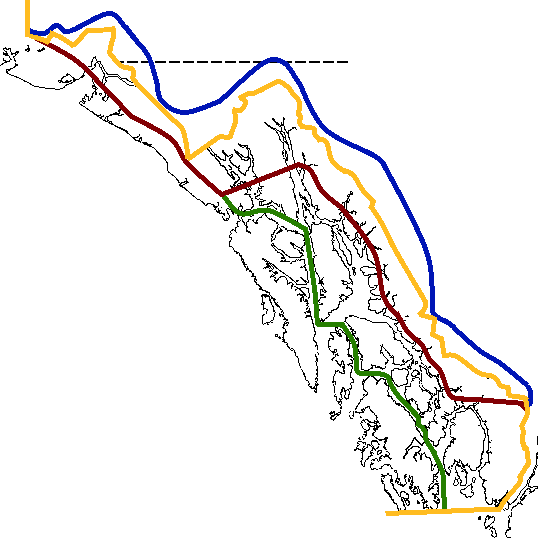
En bleu, la frontière selon les États-Unis ; en rouge, la frontière selon le Canada et le Royaume-Uni ; en vert, la frontière selon la province de la Colombie-Britannique. En jaune, la frontière actuelle, après l'arbitrage de 1903.

La dispute de la frontière de l'Alaska est un litige territorial entre les États-Unis d'Amérique et le Canada (alors un dominion du Royaume-Uni), et plus précisément la province de Colombie-Britannique qui fut résolu par un arbitrage en 1903.
En 1825, l'Empire de Russie et le Royaume-Uni signèrent un traité pour définir les frontières de leurs possessions coloniales. Après que l'Alaska a été acheté par les États-Unis en 1867, le Canada demanda un relevé qui fut refusé par l'acquéreur car jugé trop dispendieux. Les cartes utilisées par les pêcheurs russes montraient une zone beaucoup plus grande. En 1898, les gouvernements se mirent d'accord sur un compromis, mais le gouvernement de la Colombie-Britannique le refusa.

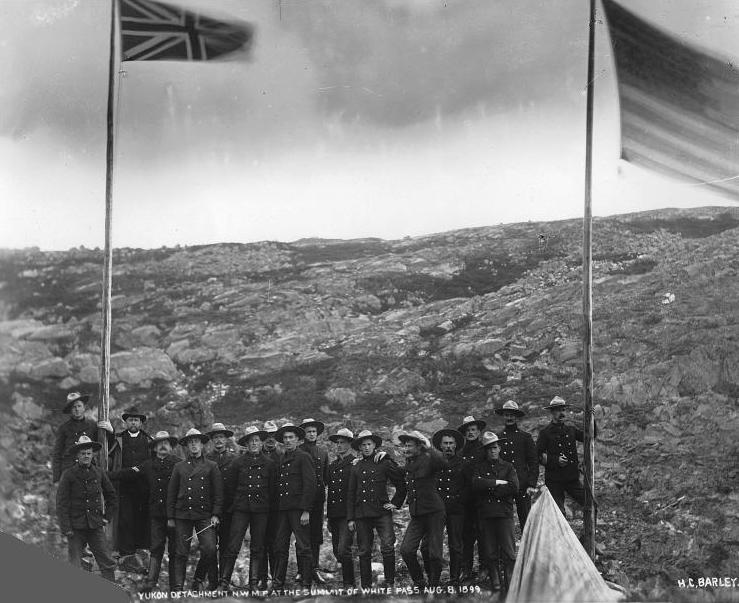
Détachement au Yukon de la police montée du Nord-Ouest au col White, Yukon, 1899.

À cette date, la ruée vers l'or du Klondike avait fait augmenter énormément la population composée en grande majorité de ressortissants des États-Unis pour atteindre 30 000 personnes, en plus d'augmenter l'importance de la région.
Finalement, en 1903, le traité Hay-Herbert confia la décision à un arbitrage de six membres à parité.
Le territoire qu'obtient le Canada est néanmoins caractérisé par la présence d'une panhandle (ou « poignée de casserole ») constituée du triangle presque enclavé au nord de la zone côtière attribuée à l'Alaska.